# تپه دینار وینسار
تپه دینار وینسار مربوط به دوران‌های تاریخی پس از اسلام است و در شهرستان قروه، روستای وینسار واقع شده و این اثر در تاریخ ۲۵ اسفند ۱۳۷۹، با شمارهٔ ثبت ۳۵۷۴ به‌عنوان یکی از آثار ملی ایران به ثبت رسیده است.